# Eremencyrtus unifasciatus
Eremencyrtus unifasciatus is een vliesvleugelig insect uit de familie Encyrtidae. De wetenschappelijke naam is voor het eerst geldig gepubliceerd in 1972 door Trjapitzin.